# Keith Hague
Keith Hague (sinh ngày 25 tháng 5 năm 1946) là một cựu cầu thủ bóng đá người Anh từng thi đấu ở vị trí hậu vệ tại Football League cho York City và tại bóng đá non-League cho Goole Town.